# Berthe Etane
Berthe Emilienne Etane Ngolle (ur. 19 maja 1995) – kameruńska zapaśniczka walcząca w stylu wolnym. Zajęła osiemnaste miejsce na mistrzostwach świata w 2018. Siódma w indywidualnym Pucharze Świata w 2020. Wicemistrzyni igrzysk afrykańskich w 2015 i 2019. Zdobyła sześć medali na mistrzostwach Afryki w latach 2015 – 2022. Brązowa medalistka igrzysk wspólnoty narodów w 2022 i piąta w 2018. Wicemistrzyni igrzysk frankofońskich w 2013 i 2023, a brąz w 2017 roku.